# Conservatorio Luigi Canepa
Il conservatorio Luigi Canepa è un'istituzione musicale sassarese, ubicata nell'ex ospizio di San Vincenzo. Dedicato al musicista cittadino Luigi Canepa, è nato nel 1860. Presidente Ivano Iai. Direttore Generale Mariano Meloni.